# The Fabulous Style of the Everly Brothers
The Fabulous Style of the Everly Brothers är ett album utgivet 1960 av The Everly Brothers. Albumet består singlar (både A- och B-sidor) som gavs ut 1958–1960, och det gavs ut på skivbolaget Cadence Records.
Albumet nådde Billboard-listans 23:e plats.

## Låtlista
Singelplacering i Billboard inom parentes. Placering i England=UK
1. "Claudette" (Howard Greenfield/Roy Orbison) - 2:15 (#30, UK #1)
2. "Like Strangers" (Boudleaux Bryant) - 2:03 (#22)
3. "Since You Broke My Heart" (Don Everly) -	1:57
4. "Let It Be Me" (Gilbert Becaud/Mann Curtis/Pierre Delanoe) - 2:38 (UK #13)
5. "Oh What a Feeling" (Don Everly/Phil Everly) - 2:07
6. "Take a Message to Mary" (Boudleaux Bryant/Felice Bryant) - 2:28 (#16, UK #20)
7. "Devoted to You" (Boudleaux Bryant) - 2:25 (#10)
8. "When Will I Be Loved?" (Phil Everly) - 2:05
9. "Bird Dog" (Boudleaux Bryant) - 2:16 (#1, UK #2)
10. "('Til) I Kissed You" (Don Everly) - 2:26 (#4, UK #2)
11. "Problems" (Boudleaux Bryant/Felice Bryant) - 1:59 (#2, UK #6)
12. "Love of My Life" (Boudleaux Bryant/Felice Bryant) - 2:07 (#40)
13. "Poor Jenny" (Boudleaux Bryant/Felice Bryant) - 2:19
14. "All I Have to Do Is Dream" (Boudleaux Bryant/Felice Bryant) - 2:20 (#1, UK #1)